# Ciise Abshir
Ciise Aaden Abshir (in arabo سيسي عدن أبشير‎?; Mogadiscio, 1º giugno 1986) è un calciatore somalo, difensore del Klemetsrud.
Inoltre è l'unico calciatore somalo che ha giocato in quattro diversi campionati, Norvegia, Malta, Tanzania e nel campionato nazionale somalo.

## Biografia[1]
Aden Abshir è stato nominato miglior giocatore somalo del decennio durante il periodo 2000-2010 mediante una votazione condotta dal sito Somalifootball.com. L'attaccante ha battuto la concorrenza del suo ex compagno di squadra Yusuf Ali e del centrocampista del Banadir FC Ilyaas Tirow.
Somaliftooball.com ha nominato Abshir come miglior calciatore somalo nell'era 2000-2010, nonostante il suo rendimento negli ultimi anni sia diminuito a causa di infortuni al tendine del ginocchio.

## Caratteristiche tecniche
Abshir gioca nel ruolo di punta centrale.

## Carriera[1]

### Club
Ha vinto quattro campionati e tre Coppe somale (General Da'ud) o FA Cup con l'Elman FC diventando l'attaccante più prolifico di tutti i tempi della squadra con 103 gol in tutte le competizioni.
Abshir si trasferì in Tanzania al Simba FC nel 2004, fu nominato miglior attaccante della Tanzanian Premier League diventando capocannoniere con 19 gol nella stagione 2004-2005, portando la sua squadra a vincere il campionato.
La stagione 2008-2009 di Abshir fu segnata dagli infortuni, anche se segnò 1 gol in 4 partite per il Lillestrøm Sportsklubb della Tippeligaen norvegese.
Tuttavia, a causa dell'infortunio il Lillestrøm lo cedette all'Eidsvold Turn squadra militante in 2. divisjon dove riesce a fare molto bene fino ad attirare l'attenzione dell'Everlum che a causa di un altro infortunio al tendine del ginocchio viene ceduto a metà stagione all'Nybergsund Trysil dove è solo di passaggio perché a fine stagione viene ceduto all'Asker Fotball dove la squadra riesce a trovare la promozione in 2. divisjon anche grazie alle sue prestazioni.

### Nazionale
Capitanò la nazionale somala nella CECAFA Cup 2010, dove la Somalia fu eliminata nella fase a gironi, perdendo tutte e tre le partite.

## Palmarès

### Club

#### Competizioni nazionali
- Campionato somalo: 3

Elman: 2000, 2001, 2002
- Campionato tanzaniano: 1

Simba: 2004-2005